# Liste der Bodendenkmale in Schwedeneck
In der Liste der Bodendenkmale in Schwedeneck sind die Bodendenkmale der Gemeinde Schwedeneck nach dem Stand der Bodendenkmalliste des Archäologischen Landesamts Schleswig-Holstein von 2016 aufgelistet. Die Baudenkmale sind in der Liste der Kulturdenkmale in Schwedeneck aufgeführt.
| Denkmal-ID           | Befundart               | Bezeichnung                              | Zeitstellung                 | Lage | Bemerkungen | Bild                                                                                                |
| -------------------- | ----------------------- | ---------------------------------------- | ---------------------------- | ---- | ----------- | --------------------------------------------------------------------------------------------------- |
| aKD-ALSH-Nr. 003 448 | Grabmal > Großsteingrab | Steinkammer                              | Neolithikum                  | Lage | Überwuchert | Großsteingrab Ahrenshorster Weg · Großsteingrab Ahrenshorster Weg · Großsteingrab Ahrenshorster Weg |
| aKD-ALSH-Nr. 003 449 | Grabmal > Großsteingrab | Steinkammer                              | Neolithikum                  |      |             | |
| aKD-ALSH-Nr. 003 450 | Grabmal > Langbett      | Langbett/Steinreihe                      | Neolithikum                  |      |             | |
| aKD-ALSH-Nr. 003 451 | Grabmal > Großsteingrab | Steinkammer                              | Neolithikum                  |      |             | |
| aKD-ALSH-Nr. 003 452 | Grabmal > Großsteingrab | Steinkammer                              | Neolithikum                  |      |             | |
| aKD-ALSH-Nr. 003 453 | Grabmal > Großsteingrab | Steinkammer                              | Neolithikum                  |      |             | |
| aKD-ALSH-Nr. 003 454 | Grabmal > Großsteingrab | Steinkammer                              | Neolithikum                  |      |             | |
| aKD-ALSH-Nr. 003 455 | Grabmal > Langbett      | Langbett/Steinreihe                      | Neolithikum                  |      |             | |
| aKD-ALSH-Nr. 003 456 | Grabmal > Grabhügel     | Grabhügel                                | Vor- und/oder Frühgeschichte |      |             | |
| aKD-ALSH-Nr. 003 457 | Grabmal > Großsteingrab | Steinkammer                              | Neolithikum                  |      |             | |
| aKD-ALSH-Nr. 003 458 | Grabmal > Langbett      | Langbett/Steinreihe                      | Neolithikum                  |      |             | |
| aKD-ALSH-Nr. 003 459 | Grabmal > Langbett      | Langbett/Steinreihe                      | Neolithikum                  |      |             | |
| aKD-ALSH-Nr. 003 460 | Grabmal > Langbett      | Langbett/Steinreihe                      | Neolithikum                  |      |             | |
| aKD-ALSH-Nr. 003 461 | Grabmal > Langbett      | Langbett/Steinreihe                      | Neolithikum                  |      |             | |
| aKD-ALSH-Nr. 003 462 | Grabmal > Großsteingrab | Steinkammer                              | Neolithikum                  |      |             | |
| aKD-ALSH-Nr. 003 463 | Grabmal > Langbett      | Langbett/Steinreihe                      | Neolithikum                  |      |             | |
| aKD-ALSH-Nr. 003 464 | Grabmal > Großsteingrab | Steinkammer                              | Neolithikum                  |      |             | |
| aKD-ALSH-Nr. 003 465 | Grabmal > Grabhügel     | Grabhügel                                | Vor- und/oder Frühgeschichte |      |             | |
| aKD-ALSH-Nr. 003 466 | Grabmal > Grabhügel     | Grabhügel                                | Vor- und/oder Frühgeschichte |      |             | |
| aKD-ALSH-Nr. 003 467 | Grabmal > Langbett      | Langbett/Steinreihe                      | Neolithikum                  |      |             | |
| aKD-ALSH-Nr. 003 468 | Grabmal > Großsteingrab | Steinkammer                              | Neolithikum                  |      |             | |
| aKD-ALSH-Nr. 003 469 | Grabmal > Grabhügel     | Grabhügel                                | Vor- und/oder Frühgeschichte |      |             | |
| aKD-ALSH-Nr. 003 470 | Grabmal > Großsteingrab | Steinkammer                              | Neolithikum                  |      |             | |
| aKD-ALSH-Nr. 003 471 | Grabmal > Langbett      | Langbett/Steinreihe                      | Neolithikum                  |      |             | |
| aKD-ALSH-Nr. 003 472 | Grabmal > Grabhügel     | Grabhügel                                | Vor- und/oder Frühgeschichte |      |             | |
| aKD-ALSH-Nr. 003 473 | Grabmal > Langbett      | Langbett/Steinreihe                      | Neolithikum                  |      |             | |
| aKD-ALSH-Nr. 003 474 | Grabmal > Grabhügel     | Grabhügel                                | Vor- und/oder Frühgeschichte |      |             | |
| aKD-ALSH-Nr. 003 475 | besonderer Stein        | Inschriftenstein/Grenzstein/Schalenstein |                              |      |             | |
| aKD-ALSH-Nr. 003 476 | Grabmal > Langbett      | Langbett/Steinreihe                      | Neolithikum                  |      |             | |
| aKD-ALSH-Nr. 003 477 | Grabmal > Langbett      | Langbett/Steinreihe                      | Neolithikum                  |      |             | |
| aKD-ALSH-Nr. 003 478 | Grabmal > Langbett      | Langbett/Steinreihe                      | Neolithikum                  |      |             | |
| aKD-ALSH-Nr. 003 479 | Grabmal > Langbett      | Langbett/Steinreihe                      | Neolithikum                  |      |             | |
| aKD-ALSH-Nr. 003 480 | Grabmal > Großsteingrab | Steinkammer                              | Neolithikum                  |      |             | |
| aKD-ALSH-Nr. 003 481 | Grabmal > Grabhügel     | Grabhügel                                | Vor- und/oder Frühgeschichte |      |             | |
| aKD-ALSH-Nr. 003 482 | Grabmal > Großsteingrab | Steinkammer                              | Neolithikum                  |      |             | |
| aKD-ALSH-Nr. 003 483 | Grabmal > Grabhügel     | Grabhügel                                | Vor- und/oder Frühgeschichte |      |             | |
| aKD-ALSH-Nr. 003 484 | Grabmal > Langbett      | Langbett/Steinreihe                      | Neolithikum                  |      |             | |
| aKD-ALSH-Nr. 003 485 | Grabmal > Grabhügel     | Grabhügel                                | Vor- und/oder Frühgeschichte |      |             | |
| aKD-ALSH-Nr. 003 486 | Grabmal > Langbett      | Langbett/Steinreihe                      | Neolithikum                  |      |             | |
| aKD-ALSH-Nr. 003 487 | Grabmal > Langbett      | Langbett/Steinreihe                      | Neolithikum                  |      |             | |